# Hietzing (Wiener Bezirksteil)
Hietzing [ˈhɪtsɪŋ]  war eine Vorortgemeinde von Wien, die im 19. Jahrhundert durch ihre Nähe zur kaiserlichen Sommerresidenz Schloss Schönbrunn und durch Vergnügungslokale besondere gesellschaftliche Bedeutung erlangte. Seit 1892 ist Hietzing namensgebender Teil und (im stadtzentrumsseitigen Teil des Bezirks gelegenes) Zentrum des 13. Wiener Gemeindebezirks Hietzing. Außerdem ist die frühere Gemeinde Hietzing im Grundbuchswesen eine der Wiener Katastralgemeinden. Zur Unterscheidung vom ganzen Bezirk wird der einstige Ort als Alt-Hietzing bezeichnet.

## Lage, Allgemeines

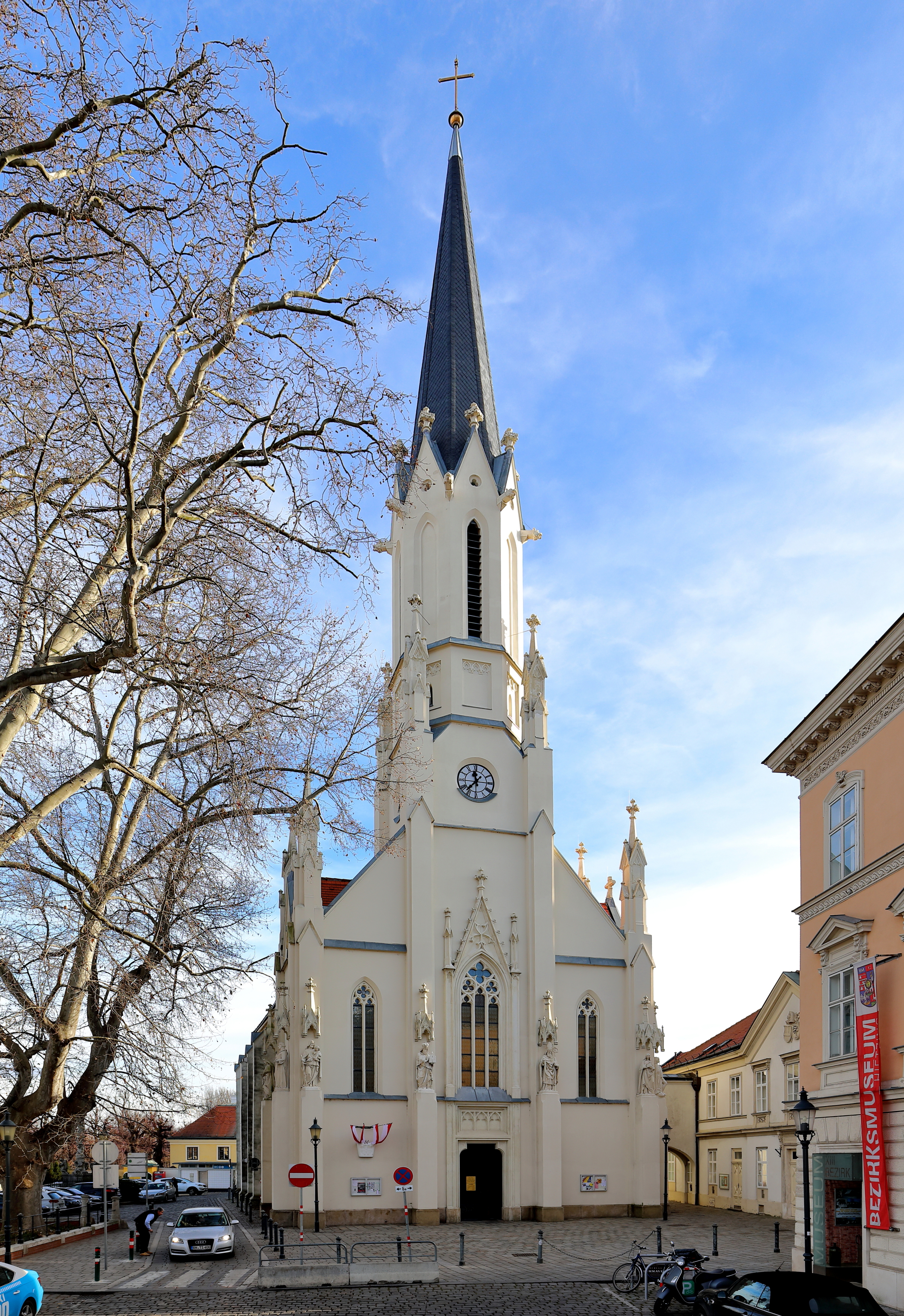
Wallfahrtskirche Maria Hietzing, die Pfarrkirche Maria Hietzing

Das Dorf Hietzing hatte (wie seit 1938 der 13. Bezirk) seine nördliche Grenze am Wienfluss, an dessen nördlichem, linkem Ufer das Nachbardorf Penzing (1892 ebenfalls eingemeindet, seit 1938 namensgebender Teil des 14. Bezirks) liegt. Im Osten war (und ist) das Dorf durch die Mauer des Schlossparks Schönbrunn begrenzt, weshalb Verkehr nach Wien (ins heutige Stadtzentrum) nur entlang des Wienflusses möglich war (bzw. ist). Im Südwesten war Lainz, heute Teil des 13. Bezirks, das nächste Nachbardorf. Im Westen grenzt das im 19. Jahrhundert entstandene Unter-St.-Veit an Alt-Hietzing. Mit den einstigen Nachbarorten ist Alt-Hietzing so zusammengewachsen, dass seine früheren Grenzen heute (ausgenommen Wienfluss und Schlossparkmauer) nicht mehr zu sehen sind.
Vom traditionellen Einkaufszentrum Alt-Hietzings führt die Lainzer Straße nach Südwesten in den geografisch, aber nicht funktional zentral gelegenen Bezirksteil Lainz. Die Hietzinger Hauptstraße stellt die Verbindung nach Unter- und Ober-St.-Veit im Westen her. Parallel zum Wienfluss verläuft, ebenfalls nach Westen, in hochwassersicherer Entfernung die ältere Auhofstraße zu dem schon 1194 erwähnten Auhof am Nordrand des Lainzer Tiergartens, jahrhundertelang kaiserliches Jagdrevier. Direkt nach Süden, den westlichen Hang des Küniglberges (261 m) bergauf, verläuft die Schlossparkmauer entlang die ehemalige Hetzendorfer Straße, seit 1894 Maxingstraße, Richtung Hetzendorf im 12. Bezirk. Am bergseitigen Ende der Maxingstraße liegen der Maxingpark und der Hietzinger Friedhof, auf dem bekannte Persönlichkeiten bestattet sind, darunter Franz Grillparzer und Gustav Klimt.
Alt-Hietzing ist von der Stadt Wien als bauliche Schutzzone definiert ebenso wie das hauptsächlich zu Unter St. Veit gehörende Hietzinger Cottage zwischen Hietzinger Hauptstraße und Lainzer Straße.

## Geschichte

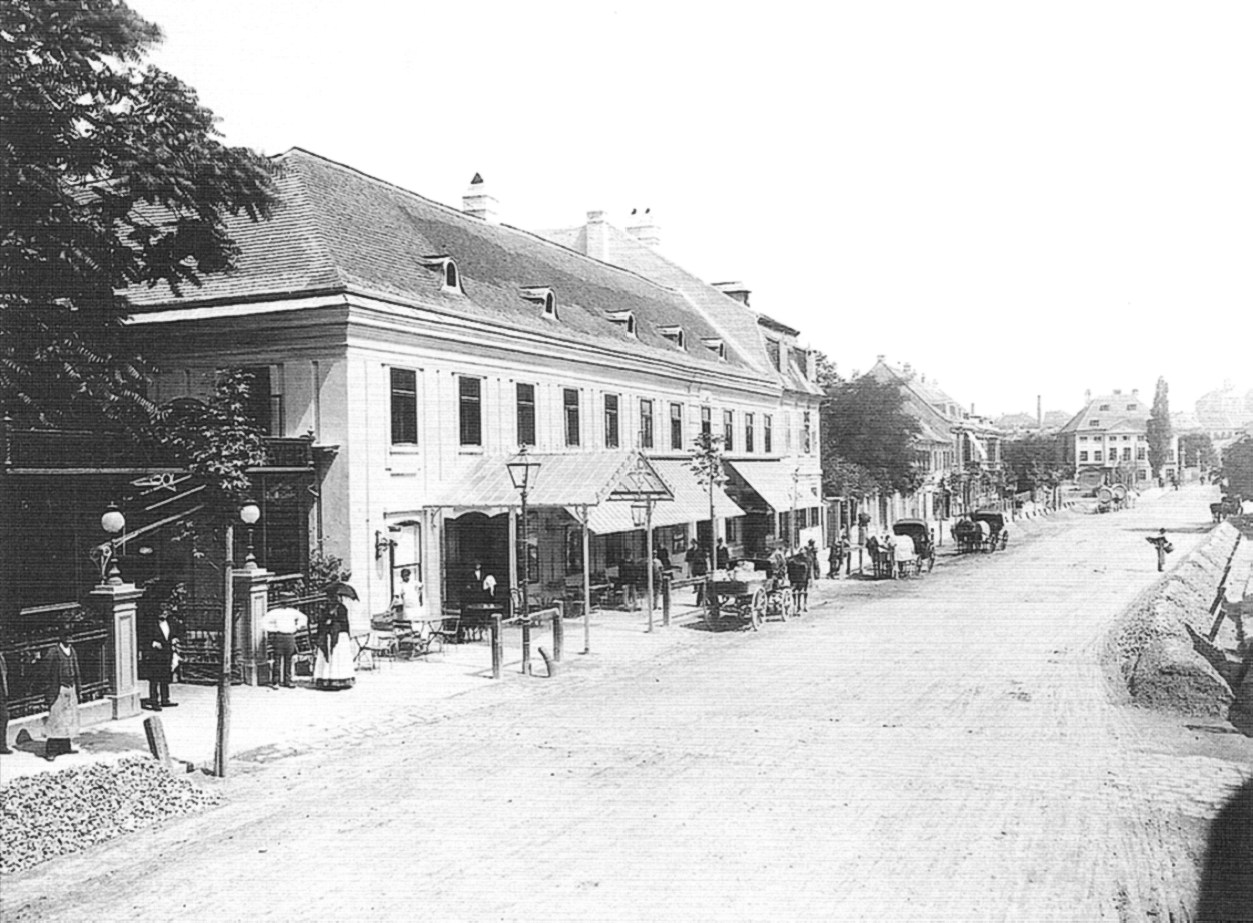
Hietzinger Hauptstraße, 1889

Siehe auch Geschichte des 13. Bezirks

### Vom Dorf zum Vorort der Großstadt
Der aus dem mittelalterlichen Hiezo für Heinrich entstandene Name wurde urkundlich erstmals im Jahre 1130 erwähnt. (1130 ist heute die Postleitzahl des Bezirks Hietzing.) Der älteste Ortsteil ist jener um die Altgasse, der später – mit der Errichtung von Schloss Schönbrunn – zum bevorzugten Wohngebiet von Adeligen, Künstlern und höheren Beamten wurde.
Etwa 100 Meter nördlich der alten Wallfahrtskirche Maria Hietzing befand sich seit jeher eine Furt durch den Wienfluss, an deren Stelle nach 1800 eine hölzerne, später steinerne Brücke trat. Heute befinden sich hier die Kennedybrücke und die U-Bahn-Station Hietzing. Nördlich neben der Kirche befindet sich das Hietzinger Tor zum Schlosspark Schönbrunn, von dem aus man den Tiergarten Schönbrunn direkt erreicht; dem Tor gegenüber befand sich 1832–1908 an der Hauptstraße Dommayers Casino, wo Johann Strauss (Vater), Josef Lanner und Johann Strauss (Sohn), der „Walzerkönig“, konzertierten. Von 1908 an entstand auf dem Areal das bis heute bestehende Parkhotel Schönbrunn.

### „Neue Welt“
Um 1860 richtete Carl Schwender (1809–1866), der im Wiener Vorort Braunhirschen gleichzeitig einen ähnlichen Betrieb, „Schwenders Kolosseum“, betrieb, zwischen Lainzer Straße und heutiger Hietzinger Hauptstraße (damals St. Veiter Straße) das sommerliche Vergnügungsetablissement „Neue Welt“ ein. Es handelte sich um ein parkartiges Areal mit Schloss, Tanzfläche, Teppichbeeten, Restaurant, Alhambra (Holzbau in maurischem Stil), Sommervarieté, Kaffeehaus, englischem Garten, Feuerwerksplatz, Arena (für 1000 Zuschauer) und Orchesterpavillons für Johann Strauss (Sohn) und seine Brüder, die hier regelmäßig konzertierten. Nach dem Tod von Schwenders Sohn wurde das Areal verkauft, 1883 parzelliert und mit Villen verbaut.

### Verkehrsmittel
1883 nahm vom Ortszentrum bei der Kaiser-Franz-Joseph-Brücke über den Wienfluss aus eine Strecke der Dampftramway-Gesellschaft vormals Krauss & Comp. nach Perchtoldsdorf, einem niederösterreichischen Vorort südlich der heutigen Stadtgrenze, den Betrieb auf. Sie verließ den Ort über die Lainzer Straße. 1887 wurde eine weitere Dampftramwaystrecke nach Ober-St.-Veit, seit 1892 Teil des Bezirks Hietzing, eingerichtet. Sie verließ den Ort über die damalige St. Veiter Straße, heute Teil der Hietzinger Hauptstraße. Von 1887 an verkehrte außerdem eine Pferdetramway von der Kaiser-Franz-Joseph-Brücke durch die Hauptstraße bis zur Dommayergasse; dabei wurden die Gleise der Dampftramway mitbenützt. Die Pferdetramway wurde 1901 durch elektrisch betriebene Fahrzeuge ersetzt.
1898 wurden die ersten Streckenabschnitte der hier südlich parallel zum Wienfluss trassierten, Wiener Dampfstadtbahn mit der Station Hietzing neben der Kaiser-Franz-Joseph-Brücke eröffnet. Gleichzeitig wurde der Wienfluss reguliert, um Überschwemmungen nach ergiebigen Regenfällen zu vermeiden. Seit 1925 wird die Stadtbahn, nunmehr der Wiener Stadtverwaltung zugehörig, elektrisch betrieben, 1981 wurde auf U-Bahn-Betrieb (Linie U4) umgestellt.
1908 wurden beide Dampftramwaystrecken im 13. Bezirk auf elektrischen Straßenbahnbetrieb umgestellt. Die damals elektrifizierten Strecken nach Westen und Süden sind großteils bis heute in Betrieb. Nur in der Hietzinger Hauptstraße westlich der Verbindungsbahn, zuletzt Linie 158, wurde der Straßenbahnbetrieb 1958 auf Autobusbetrieb umgestellt.
An der Hietzinger Hauptstraße ist der Bau einer neuen Station der S-Bahn Wien geplant, Hietzinger Hauptstraße.

## Kultur und Sehenswürdigkeiten
Siehe auch: 13. Bezirk

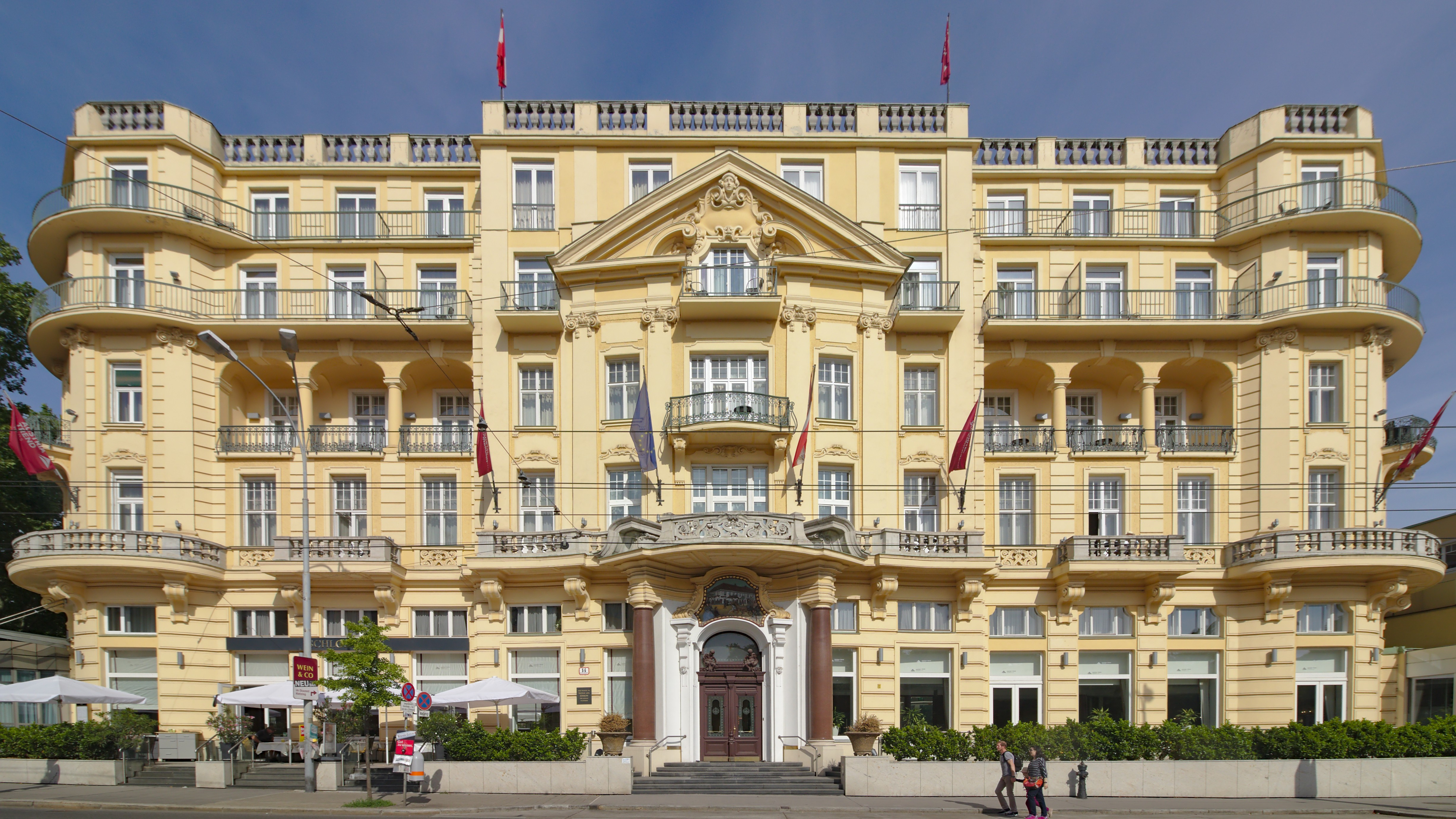
Parkhotel Schönbrunn

Johann Strauss, der „Walzerkönig“, wohnte 1862 bis 1878 mit seiner ersten Frau, Jetty Treffz, im Sommer in der Maxingstraße (damals Hetzendorfer Straße) 18 und komponierte hier 1873 den Großteil seiner Operette „Die Fledermaus“. (In der Wintersaison wohnte das Paar meist im 1. oder 2. Bezirk; 1878 starb Jetty im Sommerhaus.) Nach seiner Mutter Anna Strauss wurde 2006 die im Volksmund als Hietzinger Platzl bekannte Verkehrsfläche (Kreuzung Hietzinger Hauptstraße / Lainzer Straße / Auhofstraße / Dommayergasse) benannt. Die Villa Hügel gehörte dem braunschweigischen Herzog Wilhelm, dessen Cousin, der ins Wiener Exil gegangene König Georg V. von Hannover hier eine  Zeit lang wohnte. Das Braunschweig-Schlössl entstand als Dependance zu dieser Villa. In der Maxingstraße 24 befand sich ab 1929 die Villa des Verlegers Paul Zsolnay. Auf Nr. 46 wohnte Anna Nahowski, eine Geliebte von Kaiser Franz Joseph I. In einer Seitengasse der Maxingstraße, in der Gloriettegasse 9, stand die Villa von Katharina Schratt, Burgschauspielerin und Freundin des Kaisers.

## Persönlichkeiten
- Demeter Diamantidi (1839–1893), Alpinist, Eisläufer und Maler
- Helene von Druskowitz (1856–1918), Philosophin, Literatur- und Musikkritikerin
- Johann Malfatti (1775–1859), Mediziner
- Eugen von Ransonnet-Villez (1838–1926), Maler und Diplomat
- Hans Rebel (1861–1940), Entomologe
- Heinrich Ried (1881–1957), Architekt